# La Saga du prêtre Jean
La Saga du prêtre Jean est une série inachevée de livres-jeux publiés de 1986 à 1987 par Hachette, pour sa collection « Haute tension ». Elle retrace les aventures, voyages temporels compris, d'un ancien chevalier croisé à la recherche de la cité mythique de Shangri-La, qui procurerait bonheur et immortalité à ses habitants.
Cette série, écrite par Doug Headline en collaboration avec Dominique Monrocq, Michel Pagel, et Jacques Collin s'inspire des rumeurs existant au Moyen Âge au sujet du mystérieux royaume du prêtre Jean et y ajoute de nombreux éléments fantastiques. Elle a été traduite en allemand (Die Saga von Bruder John), en espagnol (La saga del cruzado), et en italien (Misteri d'Oriente).

## Règles
Le personnage possède deux caractéristiques : les points de force, calculés en ajoutant 6 au résultat du jet de deux dés à 6 faces (2d6 + 6), et les points de vie, calculés en ajoutant 18 au résultat du jet de deux dés à 6 faces (2d6 + 18). Le joueur peut transporter un maximum de 10 objets dans son sac à dos (rations alimentaires incluses) et possède une bourse pour ranger son or.
Les combats se déroulent de la façon suivante :
- additionner le résultat du jet de 2 dés à six faces au score de force du joueur (si le tirage est un double 6, l'adversaire est immédiatement tué) ;
- additionner le résultat du jet de 2 dés à six faces au score de force de l'adversaire (si le tirage est un double 1, prêtre Jean est immédiatement tué) ;
- celui qui obtient le plus petit résultat est blessé et perd un nombre de points de vie égal à la différence entre les deux totaux précédents ;
- le combat s'achève quand l'un des combattants n'a plus de points de vie ;
- une fois par aventure, le joueur peut utiliser son charisme pour éviter l'affrontement (simule une conversion religieuse).

## Publications

### Titres édités
| No | Français                                                               | Auteurs                                          | Illustrateur(s)                 | Allemand                           | Espagnol                          | Italien                          |
| -- | ---------------------------------------------------------------------- | ------------------------------------------------ | ------------------------------- | ---------------------------------- | --------------------------------- | -------------------------------- |
| 1  | La Forteresse d'Alamuth (1986) (ISBN 2-01-011697-6 et 978-2010116971)  | Doug Headline, Dominique Monrocq                 | Jacques Terpant                 | Die Festung Alamuth (1987)         | La fortaleza de Alamut (1988)     | Il vecchio della montagna (1989) |
| 2  | L'Œil du sphinx (1986) (ISBN 2-01-011698-4 et 978-2010116988)          | Doug Headline, Dominique Monrocq                 | Jacques Terpant, Erik Juszezak  | Das Auge der Sphinx (1987)         | El ojo de la esfinge (1988)       | L'occhio della sfinge (1989)     |
| 3  | Les Mines du roi Salomon (1986) (ISBN 2-01-011725-5 et 978-2010117251) | Doug Headline, Dominique Monrocq, Michel Pagel   | Jacques Terpant, Erik Juszezak  | Die Minen des Salomo (1988)        | Las minas del rey Salomón (1988)  | Le miniere di re Salomone (1989) |
| 4  | Les Mystères de Babylone (1986) (ISBN 2-01-011724-7 et 978-2010117244) | Doug Headline, Jacques Collin                    | Jacques Terpant                 | Die Geheimnisse von Babylon (1988) | Los misterios de Babilonia (1988) | I segreti di Babilonia (1990)    |
| 5  | Les Adorateurs du mal (1987) (ISBN 2-01-011992-4 et 978-2010119927)    | Doug Headline, Dominique Monrocq, Jacques Collin | Jacques Terpant, Olivier Vatine | -                                  | -                                 | Gli adoratori del male (1990)    |

### Titres non édités
Les titres prévus pour les livres non publiés étaient : Au Pays des Dragons, Le Désert de la Mort, Shangri-La !. En Italie, des fans ont quand même écrit des suites non officielles des aventures du prêtre : Nel Paese dei Dragoni (6), Il Deserto della Morte (7), Shangri-La! (8).